# Campionati europei di tuffi 2012 - Trampolino 1 metro maschile
La gara del trampolino da 1 metro maschile degli Europei 2012 è stata disputata il 16 maggio 2012 e vi hanno partecipato 26 atleti. Le qualificazioni si sono svolte al mattino e i primi 12 classificati hanno avuto accesso alla finale del pomeriggio.

## Medaglie
| Posizione | Atleta           | Paese   |
| --------- | ---------------- | ------- |
| Oro       | Illya Kvasha     | Ucraina |
| Argento   | Evgeny Kuznetsov | Russia  |
| Bronzo    | Matthieu Rosset  | Francia |

## Qualifiche
| Pos. | Atleta              | Nazione     | Punti  |
| ---- | ------------------- | ----------- | ------ |
| 1    | Illya Kvasha        | Ucraina     | 408.05 |
| 2    | Matthieu Rosset     | Francia     | 391.05 |
| 3    | Youheni Karaliou    | Bielorussia | 385.55 |
| 4    | Oleksiy Pryogrov    | Ucraina     | 380.70 |
| 5    | Evgeny Kuznetsov    | Russia      | 378.10 |
| 6    | Jurij Kunakov       | Russia      | 377.50 |
| 7    | Giovanni Tocci      | Italia      | 378.40 |
| 8    | Javier Illana       | Spagna      | 367.50 |
| 9    | Andrzej Rzeszutek   | Polonia     | 365.15 |
| 10   | Pavlo Rozenberg     | Germania    | 361.45 |
| 11   | Oliver Homuth       | Germania    | 355.15 |
| 12   | Yorick de Bruijn    | Paesi Bassi | 349.70 |
| 13   | Damien Cély         | Francia     | 345.10 |
| 14   | Stefanos Paparounas | Grecia      | 329.55 |
| 15   | Amund Gismervik     | Norvegia    | 322.10 |
| 16   | Espen Bergslien     | Norvegia    | 318.60 |
| 17   | Tommaso Rinaldi     | Italia      | 314.55 |
| 18   | Constantin Blaha    | Austria     | 309.15 |
| 19   | Artur Cislo         | Polonia     | 295.10 |
| 20   | Andrei Pawluk       | Bielorussia | 288.60 |
| 21   | Andrea Aloisio      | Svizzera    | 281.45 |
| 22   | Otto Lehtonen       | Finlandia   | 274.90 |
| 23   | Tamás Kelemen       | Ungheria    | 273.95 |
| 24   | Botond Bóta         | Ungheria    | 257.25 |
| 25   | Ramon De Meijer     | Paesi Bassi | 251.80 |
| 26   | Fabian Brandl       | Austria     | 248.35 |

## Finale
| Pos. | Atleta            | Nazione     | Punti  |
| ---- | ----------------- | ----------- | ------ |
|      | Illya Kvasha      | Ucraina     | 430.50 |
|      | Evgeny Kuznetsov  | Russia      | 412.65 |
|      | Matthieu Rosset   | Francia     | 403.95 |
| 4    | Javier Illana     | Spagna      | 395.30 |
| 5    | Pavlo Rozenberg   | Germania    | 382.45 |
| 6    | v                 | Russia      | 379.20 |
| 7    | Oleksiy Pryogrov  | Ucraina     | 368.85 |
| 8    | Andrzej Rzeszutek | Polonia     | 357.05 |
| 9    | Giovanni Tocci    | Italia      | 334.50 |
| 10   | Youheni Karaliou  | Bielorussia | 308.85 |
| 11   | Oliver Homuth     | Germania    | 303.75 |
| 12   | Yorick de Bruijn  | Paesi Bassi | 295.00 |

## Fonti
- (EN)  Omegatiming.com - Qualifiche[collegamento interrotto]
- (EN)  Omegatimng.com - Finale